# Nancy Swider-Peltz
Nancy Louise Swider-Peltz (* 20. August 1956 in Chicago, Illinois) ist eine ehemalige US-amerikanische Eisschnellläuferin.
Während ihrer High-School-Zeit trat Swider-Peltz in der Leichtathletik an, am College in Wheaton nahm sie an Schwimmwettkämpfen teil. Ab 1974 bestritt sie internationale Wettbewerbe im Eisschnelllauf. Ihre ersten Olympischen Winterspiele erlebte sie 1976 in Innsbruck. Über 3000 Meter konnte sie dabei den siebten Platz belegen. Im gleichen Jahr erreichte sie bei den Mehrkampfweltmeisterschaften in Gjøvik Rang elf. Bei der Sprint-WM 1976 in Berlin wurde sie Fünfte. Ein Jahr später erreichte Swider-Peltz bei der Mehrkampf-WM in Keystone den 21. Platz, bei der Sprint-WM in Alkmaar den 14. Platz. Die Eisschnelllauf-Mehrkampfweltmeisterschaft 1978 in Helsinki beendete sie auf Rang elf, die Mehrkampf-WM 1980 in Hamar auf Rang 23. Im gleichen Jahr stellte sie bei einem Wettkampf in Tynset über 10.000 Meter den Weltrekord auf. Nach einer Pause erreichte Swider-Peltz bei der Mehrkampf-Weltmeisterschaft 1983 in Karl-Marx-Stadt den 20. Platz im Kleinen Vierkampf. 1984 nahm sie an ihren zweiten Olympischen Winterspielen in Sarajevo teil. Über 1500 Meter belegte sie Rang 18, über 3000 Meter Rang 10. Im gleichen Jahr erreichte sie bei den Mehrkampfweltmeisterschaften in Deventer den 16. Platz im kleinen Vierkampf. Nach der Geburt ihrer Tochter 1987 trat Swider-Peltz 1988 erneut bei den Olympischen Winterspielen in Calgary teil. Dabei belegte sie über 1000 Meter den 24. Platz. Über 5000 Meter erreichte sie Rang 22.
Swider-Peltz wurde in die nationale Hall of Fame des Eisschnelllaufs aufgenommen. Ihre Tochter Nancy Swider-Peltz Jr. ist ebenfalls Eisschnellläuferin und nahm an den Olympischen Winterspielen 2010 teil.

## Persönliche Bestzeiten
| Strecke  | Zeit         | Datum            | Ort     |
| -------- | ------------ | ---------------- | ------- |
| 00500 m  | 043,18 s     | 16. Januar 1988  | Davos   |
| 01.000 m | 01:24,81 min | 13. Februar 1988 | Calgary |
| 01.500 m | 02:11,50 min | 9. Januar 1988   | Davos   |
| 03.000 m | 04:31,99 min | 31. Januar 1988  | Calgary |
| 05.000 m | 07:52,12 min | 13. Februar 1988 | Calgary |
| 10.000 m | 17:37,35 min | 16. März 1980    | Tynset  |